# 妙感寺古墳
妙感寺古墳（みょうかんじこふん）は、愛知県犬山市大字犬山字山寺にある古墳時代中期の前方後円墳。本墳は犬山市北部の白山平山（はくさんびらやま）南側山麓に展開する丸山古墳群に所属する。同古墳群には他に甲塚古墳（前方後円墳、消滅）、左近塚古墳（円墳、消滅）がある。

## 立地
本墳が位置する標高は60m前後。本墳の西側は木曽川が内田地区に向かって大きく湾曲して形成した河岸段丘が発達しており、本墳はその端部に立地する。したがって北西側は15m前後の大きな段差が存在し、木曽川や対岸の鵜沼地区が一望できる。現在は日蓮宗一翁山妙感寺の境内に立地する。

## 墳形と規模
愛知県教育委員会による測量図によると、墳長95m、後円部径52m、後円部高さ7.5m、前方部幅50m、前方部高さ5.5mを測る。
主軸をほぼ東西に置き、N-100°-W。現在の本墳の周囲は宅地化が進んでいるが、地籍図によると、周囲には盾形の周濠と外堤が存在していたことが推測できるとする。現状でもわずかに北西側に堤の痕跡だけが残る。前方部南西側は妙感寺境内の墓地になり改変を受けている。くびれ部には稲荷神社が鎮座する。後円部頂にはかつて建物が存在したようで、広く平坦である。
総じて墳形は後世の改変を受けているものの、よく保存されており、特に北側斜面は当時の景観を残している。なお外堤の北西側は名鉄犬山線により大きく破壊されている。墳丘上では土器・埴輪等は確認できないが、河原石による葺石が確認できる。墳頂から4.5m下方で斜面の変換点が存在し、段築が存在する可能性がある。

## 特徴と年代
本墳の発掘調査は行われていない。また出土遺物なども知られていない。
本墳は岐阜市琴塚古墳とほぼ同様な墳形を有し、5世紀前半の築造と考えられる。東海地域を代表する古墳時代中期の大型前方後円墳である。

## ギャラリー

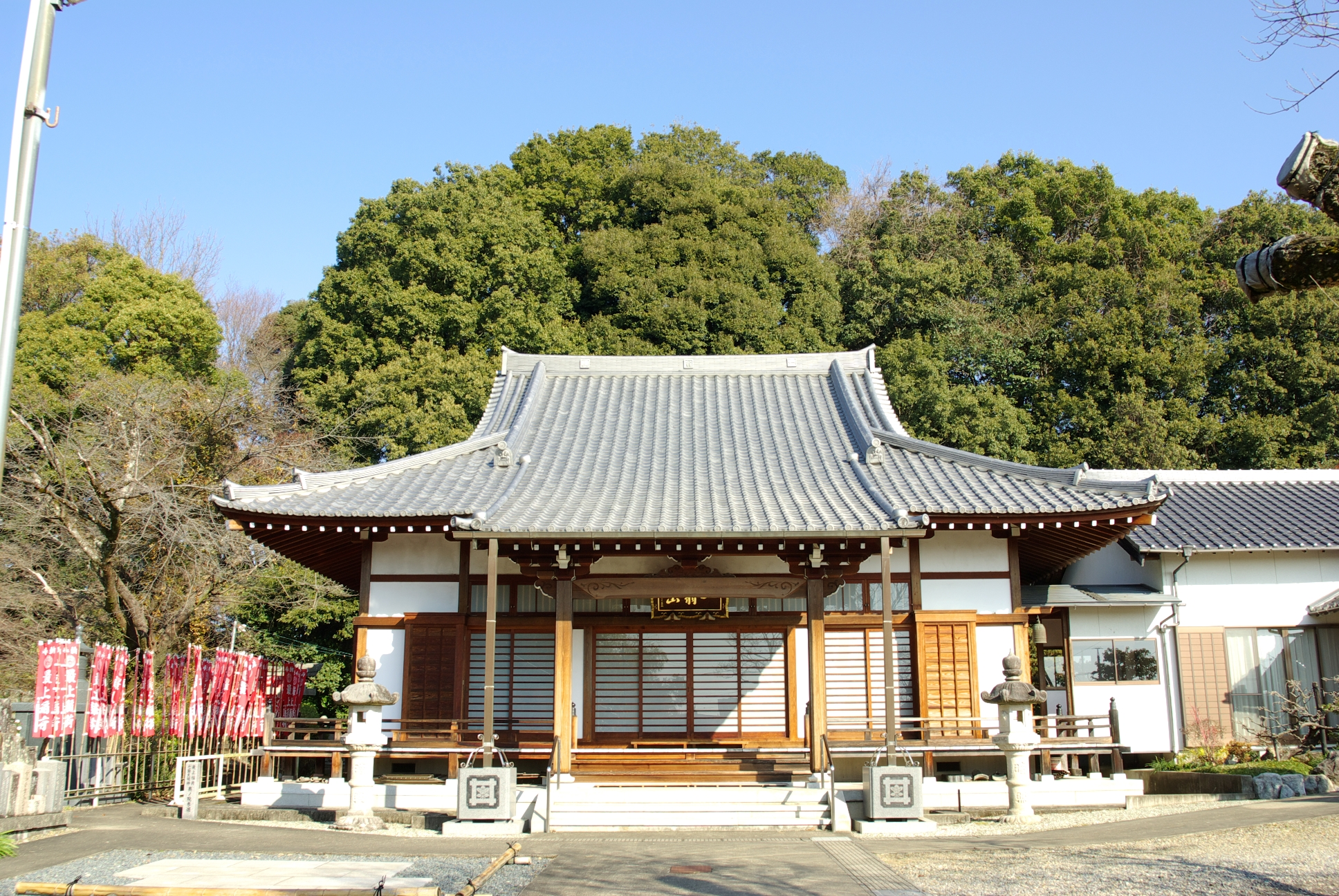
妙感寺本堂 この背後の森の中に古墳がある
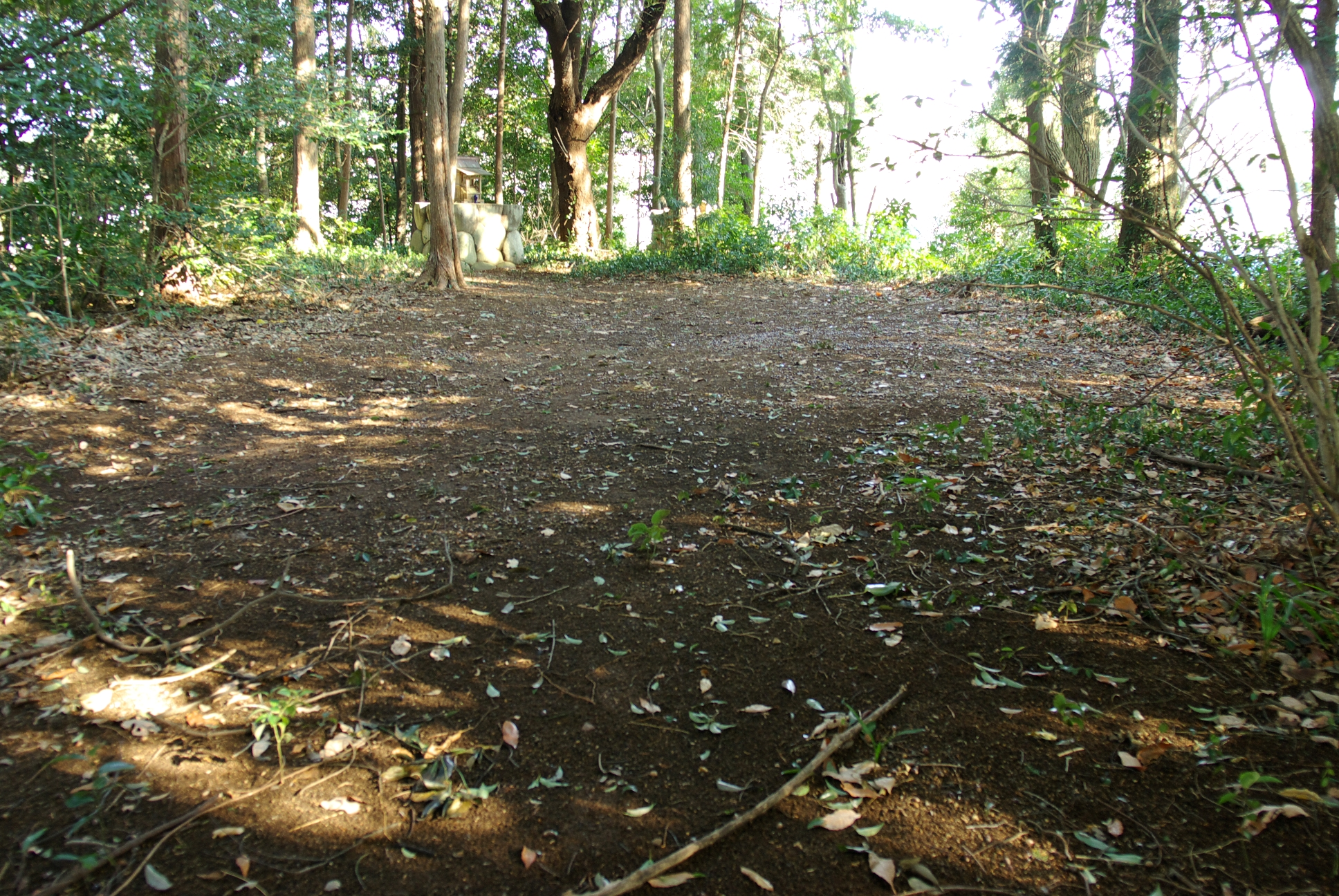
後円部墳頂平坦面
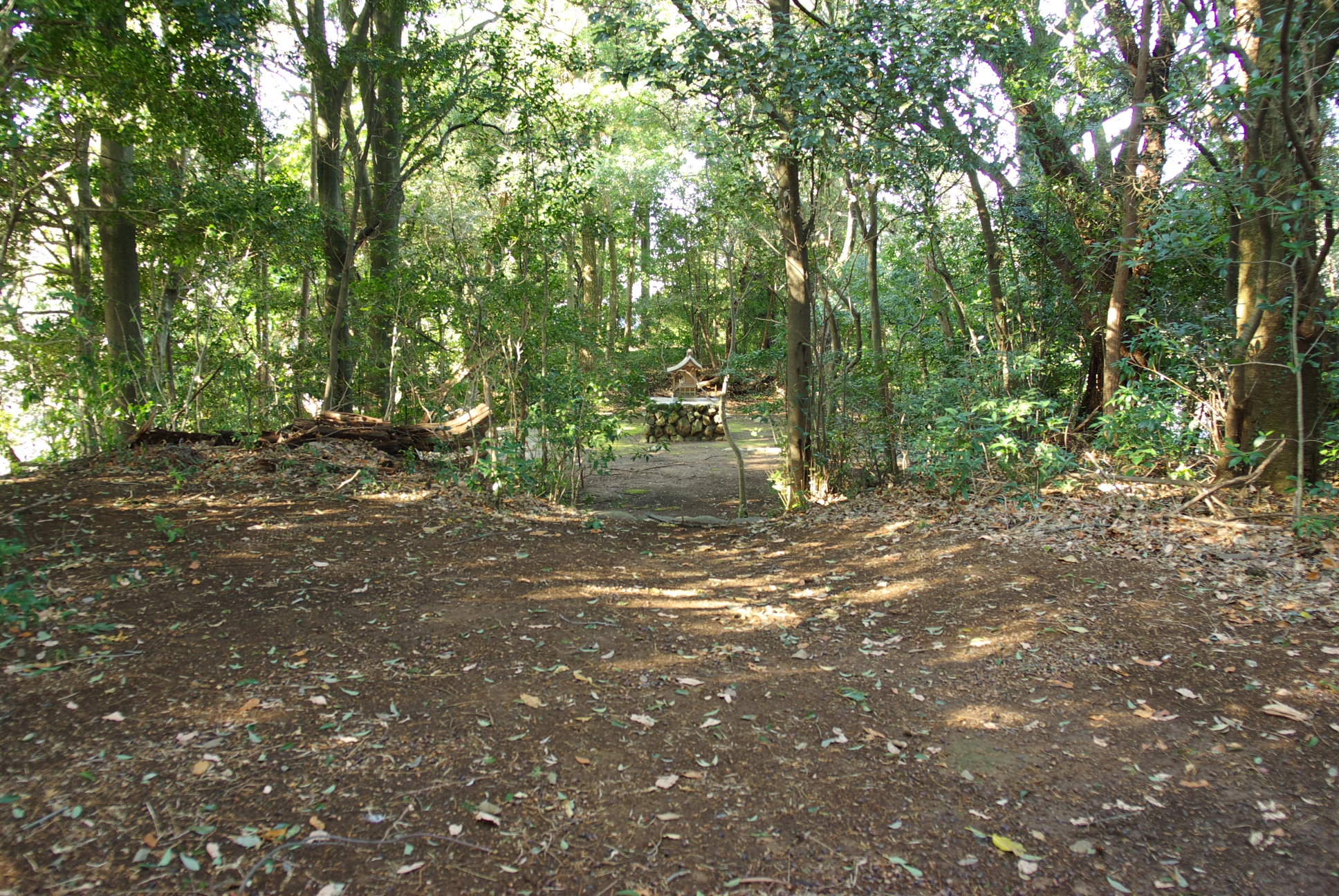
後円部から見たくびれ部・前方部

## 交通アクセス
- 名鉄犬山線、広見線、小牧線 犬山駅から徒歩10分